# Großer Preis von Ungarn 2023
Der Große Preis von Ungarn 2023 (offiziell Formula 1 Qatar Airways Hungarian Grand Prix 2023) fand am 23. Juli auf dem Hungaroring in Mogyoród statt und war das elfte Rennen der Formel-1-Weltmeisterschaft 2023.

## Bericht

### Hintergründe
Nach dem Großen Preis von Großbritannien führte Max Verstappen in der Fahrerwertung mit 99 Punkten vor Sergio Pérez und mit 118 Punkten vor Fernando Alonso. In der Konstrukteurswertung führte Red Bull mit 208 Punkten vor Mercedes und mit 230 Punkten vor Aston Martin.
Pirelli stellte den Fahrern die Reifenmischungen C3 Hard (weiß), C4 Medium (gelb) und C5 Soft (rot) sowie Cinturato Intermediates (grün) und Cinturato Full-Wets (blau) für nasse Bedingungen zur Verfügung.
Zudem wurde im Qualifying eine neue Reifenregelung getestet, die ursprünglich für den Großen Preis der Emilia-Romagna vorgesehen war, der allerdings wegen Überflutungen ausfiel. So mussten alle Piloten im 1. Teil der Qualifikation mit den harten Reifen fahren, im zweiten Teil mit den Mediums und im dritten Teil mit den Soft. Außerdem wurden von Pirelli nur noch insgesamt 11 anstatt 13 Reifensätze zur Verfügung gestellt, um für strategische Abwechslung im Rennen zu sorgen.
Vor dem Rennwochenende gab es einen Fahrerwechsel: Daniel Ricciardo kehrte mit diesem Grand Prix in die Formel-1-Weltmeisterschaft zurück, er ersetzte Nyck de Vries bei AlphaTauri.
Lance Stroll (sieben), Ricciardo (sechs), Pierre Gasly (fünf), George Russell (vier), Yuki Tsunoda, Nico Hülkenberg (jeweils drei), Verstappen, Pérez, Carlos Sainz jr., Lando Norris, Alonso, Esteban Ocon, Zhou Guanyu (jeweils zwei), Charles Leclerc, Alexander Albon und Kevin Magnussen (jeweils einer) gingen mit Strafpunkten ins Wochenende.
Williams bestritt seinen 800. Grand Prix.
Mit Lewis Hamilton (achtmal), Ricciardo, Alonso, Ocon und Verstappen (jeweils einmal) traten fünf ehemalige Sieger zu diesem Grand Prix an.
Als Rennkommissare für dieses Rennwochenende fungierten Nish Shetty (SGP), Felix Holter (DEU), Vitantonio Liuzzi (ITA) und Lajos Herczeg (HUN).

### Training
Im ersten freien Training war Russell mit 1:38,795 Minuten der Schnellste vor Oscar Piastri und Stroll. Pérez sorgte zu Beginn des Trainings für eine längere Unterbrechung, nachdem er aufgrund eines Fahrfehlers in die Streckenbegrenzung prallte.
Das zweite freie Training fand unter trockenen Bedingungen statt. Leclerc sicherte sich mit 1:17,686 Minuten die Bestzeit vor Norris und Gasly.
Im dritten freien Training war Hamilton mit einer Zeit von 1:17,811 Minuten der Schnellste vor den beiden Red Bull-Piloten Verstappen und Pérez.

### Qualifying
Das Qualifying bestand aus drei Teilen mit einer Nettolaufzeit von 45 Minuten. Im ersten Qualifying-Segment (Q1) hatten die Fahrer 18 Minuten Zeit, um sich für das Rennen zu qualifizieren. Alle Fahrer, die im ersten Abschnitt eine Zeit erzielten, die maximal 107 Prozent der schnellsten Rundenzeit betrug, qualifizierten sich für den Grand Prix. Die besten 15 Fahrer erreichten den nächsten Qualifikationsabschnitt. Es durfte nur mit den harten Reifen gefahren werden. Zhou war Schnellster. Die beiden Williams-Piloten, Russell, Tsunoda und Magnussen schieden aus.
Der zweite Abschnitt (Q2) dauerte 15 Minuten. Die schnellsten zehn Piloten qualifizierten sich für den dritten Teil des Qualifyings. Hier waren nur die Mediums erlaubt. Norris war Schnellster. Die Alpine-Piloten, Ricciardo, Stroll und Sainz jr. schieden aus.
Der letzte Abschnitt (Q3) ging über eine Zeit von zwölf Minuten, in denen die ersten zehn Startpositionen vergeben wurden und nur mit den Soft gefahren werden durfte. Hamilton sicherte sich mit einer Zeit von 1:16,609 Minuten die Pole-Position vor Verstappen und Norris. Es war Hamiltons 104. Pole-Position und seine erste seit dem Großen Preis von Saudi-Arabien 2021. Außerdem stellte er einen Rekord als der Fahrer mit den meisten Pole-Positions auf einer Strecke (es war seine 9. in Ungarn) auf. Für Zhou war der fünfte Platz das bisher beste Ergebnis seiner Formel-1-Karriere.

### Rennen
Der von der Pole-Position startende Hamilton hatte einen schlechten Start und fiel direkt hinter Verstappen, Piastri und Norris zurück auf Platz vier. Im hinteren Mittelfeld fuhr zur Anfahrt zur ersten Kurve Zhou, welcher ebenfalls einen schleppenden Start hatte, auf Ricciardo auf, welcher wiederum Gasly auf Ocon schob, was für beide Alpine-Fahrer das frühe Aus bedeutete. Ricciardo fiel ans Ende des Feldes zurück.
Boxenstopps brachten die Reihenfolge durcheinander, und Pérez war Zweiter hinter Verstappen, der souverän führte. Verstappen behielt dann nach seinem eigenen Stopp die Führung. Leclerc wurde von Stroll und Sainz jr. angegriffen, aber Stroll geriet selbst in Bedrängnis, als Alonso an ihm vorbeizog. Das Stoppen von Pérez bedeutete, dass Norris nun Zweiter war vor Piastri. Nach seinem Stopp konnte Pérez Piastri überholen, indem er Piastri leicht ins Gras stieß, was die Rennleitung allerdings nicht untersuchte. Bald darauf nahm auch Hamilton Piastris Platz ein, konnte Pérez jedoch nicht einholen. Leclerc erhielt derweil eine Fünf-Sekunden-Zeitstrafe für Rasen in der Boxengasse.
Am Ende des Rennens fuhr Verstappen einen Vorsprung von 33 Sekunden heraus – Verstappens höchsten Vorsprung in dieser Saison –, während Norris weiterhin gegen Pérez verteidigte. Sargeant hatte kurz vor Ende einen Dreher, der zu seinem Aus führte.
Verstappen gewann schlussendlich das Rennen vor Norris und Pérez. Mit dem zwölften Sieg in Folge stellte Red Bull einen neuen Rekord auf und löste McLaren ab, welche 1988 elf Siege in Folge feiern konnten. Die restlichen Punkteplatzierungen belegten Hamilton, Piastri, Russell, Leclerc, Sainz jr., Alonso und Stroll. Ricciardo beendete das Rennen bei seinem Comeback auf Platz 13 und schlug seinen neuen Teamkollegen Tsunoda sowohl im Qualifying als auch im Rennen. Verstappen erzielte mit 1:20,504 Minuten die schnellste Rennrunde und sicherte sich so noch den Extrapunkt.
In der Fahrer- und Konstrukteursmeisterschaft blieben die ersten drei Positionen unverändert.

## Meldeliste
| Team                                  | Nr. | Fahrer           | Chassis                           | Motor                             | Reifen |
| ------------------------------------- | --- | ---------------- | --------------------------------- | --------------------------------- | ------ |
| Oracle Red Bull Racing                | 01  | Max Verstappen   | Red Bull Racing RB19              | Honda RBPTH001                    | P      |
| Oracle Red Bull Racing                | 11  | Sergio Pérez     | Red Bull Racing RB19              | Honda RBPTH001                    | P      |
| Scuderia Ferrari                      | 16  | Charles Leclerc  | Ferrari SF-23                     | Ferrari 066/10                    | P      |
| Scuderia Ferrari                      | 55  | Carlos Sainz jr. | Ferrari SF-23                     | Ferrari 066/10                    | P      |
| Mercedes-AMG Petronas F1 Team         | 63  | George Russell   | Mercedes-AMG F1 W14 E Performance | Mercedes-AMG F1 M14 E Performance | P      |
| Mercedes-AMG Petronas F1 Team         | 44  | Lewis Hamilton   | Mercedes-AMG F1 W14 E Performance | Mercedes-AMG F1 M14 E Performance | P      |
| BWT Alpine F1 Team                    | 31  | Esteban Ocon     | Alpine A523                       | Renault E-Tech RE23               | P      |
| BWT Alpine F1 Team                    | 10  | Pierre Gasly     | Alpine A523                       | Renault E-Tech RE23               | P      |
| McLaren F1 Team                       | 81  | Oscar Piastri    | McLaren MCL60                     | Mercedes-AMG F1 M14 E Performance | P      |
| McLaren F1 Team                       | 04  | Lando Norris     | McLaren MCL60                     | Mercedes-AMG F1 M14 E Performance | P      |
| Alfa Romeo F1 Team Stake              | 77  | Valtteri Bottas  | Alfa Romeo C43                    | Ferrari 066/10                    | P      |
| Alfa Romeo F1 Team Stake              | 24  | Zhou Guanyu      | Alfa Romeo C43                    | Ferrari 066/10                    | P      |
| Aston Martin Aramco Cognizant F1 Team | 18  | Lance Stroll     | Aston Martin AMR23                | Mercedes-AMG F1 M14 E Performance | P      |
| Aston Martin Aramco Cognizant F1 Team | 14  | Fernando Alonso  | Aston Martin AMR23                | Mercedes-AMG F1 M14 E Performance | P      |
| MoneyGram Haas F1 Team                | 20  | Kevin Magnussen  | Haas VF-23                        | Ferrari 066/10                    | P      |
| MoneyGram Haas F1 Team                | 27  | Nico Hülkenberg  | Haas VF-23                        | Ferrari 066/10                    | P      |
| Scuderia AlphaTauri                   | 03  | Daniel Ricciardo | AlphaTauri AT04                   | Honda RBPTH001                    | P      |
| Scuderia AlphaTauri                   | 22  | Yuki Tsunoda     | AlphaTauri AT04                   | Honda RBPTH001                    | P      |
| Williams Racing                       | 23  | Alexander Albon  | Williams FW45                     | Mercedes-AMG F1 M14 E Performance | P      |
| Williams Racing                       | 02  | Logan Sargeant   | Williams FW45                     | Mercedes-AMG F1 M14 E Performance | P      |

## Klassifikationen

### Qualifying
| Pos.                                                                      | Fahrer           | Konstrukteur                 | Q1       | Q2       | Q3       | Start |
| ------------------------------------------------------------------------- | ---------------- | ---------------------------- | -------- | -------- | -------- | ----- |
| 01                                                                        | Lewis Hamilton   | Mercedes                     | 1:18,577 | 1:17,427 | 1:16,609 | 01    |
| 02                                                                        | Max Verstappen   | Red Bull Racing-Honda RBPT   | 1:18,318 | 1:17,547 | 1:16,612 | 02    |
| 03                                                                        | Lando Norris     | McLaren-Mercedes             | 1:18,697 | 1:17,328 | 1:16,694 | 03    |
| 04                                                                        | Oscar Piastri    | McLaren-Mercedes             | 1:18,464 | 1:17,571 | 1:16,905 | 04    |
| 05                                                                        | Zhou Guanyu      | Alfa Romeo-Ferrari           | 1:18,143 | 1:17,700 | 1:16,971 | 05    |
| 06                                                                        | Charles Leclerc  | Ferrari                      | 1:18,440 | 1:17,580 | 1:16,992 | 06    |
| 07                                                                        | Valtteri Bottas  | Alfa Romeo-Ferrari           | 1:18,775 | 1:17,563 | 1:17,034 | 07    |
| 08                                                                        | Fernando Alonso  | Aston Martin Aramco-Mercedes | 1:18,580 | 1:17,701 | 1:17,035 | 08    |
| 09                                                                        | Sergio Pérez     | Red Bull Racing-Honda RBPT   | 1:18,360 | 1:17,675 | 1:17,045 | 09    |
| 10                                                                        | Nico Hülkenberg  | Haas-Ferrari                 | 1:18,695 | 1:17,652 | 1:17,186 | 10    |
| 11                                                                        | Carlos Sainz jr. | Ferrari                      | 1:18,393 | 1:17,703 | –        | 11    |
| 12                                                                        | Esteban Ocon     | Alpine-Renault               | 1:18,854 | 1:17,841 | –        | 12    |
| 13                                                                        | Daniel Ricciardo | AlphaTauri-Honda RBPT        | 1:18,906 | 1:18,002 | –        | 13    |
| 14                                                                        | Lance Stroll     | Aston Martin Aramco-Mercedes | 1:18,782 | 1:18,144 | –        | 14    |
| 15                                                                        | Pierre Gasly     | Alpine-Renault               | 1:18,743 | 1:18,217 | –        | 15    |
| 16                                                                        | Alexander Albon  | Williams-Mercedes            | 1:18,917 | –        | –        | 16    |
| 17                                                                        | Yuki Tsunoda     | AlphaTauri-Honda RBPT        | 1:18,919 | –        | –        | 17    |
| 18                                                                        | George Russell   | Mercedes                     | 1:19,027 | –        | –        | 18    |
| 19                                                                        | Kevin Magnussen  | Haas-Ferrari                 | 1:19,206 | –        | –        | 19    |
| 20                                                                        | Logan Sargeant   | Williams-Mercedes            | 1:19,248 | –        | –        | 20    |
| 107-Prozent-Zeit: 1:23,613 min (bezogen auf Q1-Bestzeit von 1:18,143 min) |                  |                              |          |          |          |       |

### Rennen
| Pos.                                                            | Fahrer           | Konstrukteur                 | Runden | Stopps | Zeit        | Start | Schnellste Runde |
| --------------------------------------------------------------- | ---------------- | ---------------------------- | ------ | ------ | ----------- | ----- | ---------------- |
| 01                                                              | Max Verstappen   | Red Bull Racing-Honda RBPT   | 70     | 2      | 1:38:08,634 | 02    | 1:20,504 (53.)   |
| 02                                                              | Lando Norris     | McLaren-Mercedes             | 70     | 2      | + 33,731    | 03    | 1:22,178 (50.)   |
| 03                                                              | Sergio Pérez     | Red Bull Racing-Honda RBPT   | 70     | 2      | + 37,603    | 09    | 1:22,295 (53.)   |
| 04                                                              | Lewis Hamilton   | Mercedes                     | 70     | 2      | + 39,134    | 01    | 1:21,601 (54.)   |
| 05                                                              | Oscar Piastri    | McLaren-Mercedes             | 70     | 2      | + 1:02,572  | 04    | 1:22,736 (45.)   |
| 06                                                              | George Russell   | Mercedes                     | 70     | 2      | + 1:05,825  | 18    | 1:22,158 (48.)   |
| 07                                                              | Charles Leclerc  | Ferrari                      | 70     | 2      | + 1:10,317  | 06    | 1:22,469 (50.)   |
| 08                                                              | Carlos Sainz jr. | Ferrari                      | 70     | 2      | + 1:11,073  | 11    | 1:22,584 (54.)   |
| 09                                                              | Fernando Alonso  | Aston Martin Aramco-Mercedes | 70     | 2      | + 1:15,709  | 08    | 1:22,745 (51.)   |
| 10                                                              | Lance Stroll     | Aston Martin Aramco-Mercedes | 69     | 2      | + 1 Runde   | 14    | 1:23,425 (54.)   |
| 11                                                              | Alexander Albon  | Williams-Mercedes            | 69     | 2      | + 1 Runde   | 16    | 1:24,051 (54.)   |
| 12                                                              | Valtteri Bottas  | Alfa Romeo-Ferrari           | 69     | 2      | + 1 Runde   | 07    | 1:23,651 (42.)   |
| 13                                                              | Daniel Ricciardo | AlphaTauri-Honda RBPT        | 69     | 2      | + 1 Runde   | 13    | 1:23,934 (67.)   |
| 14                                                              | Nico Hülkenberg  | Haas-Ferrari                 | 69     | 2      | + 1 Runde   | 10    | 1:23,573 (42.)   |
| 15                                                              | Yuki Tsunoda     | AlphaTauri-Honda RBPT        | 69     | 2      | + 1 Runde   | 17    | 1:23,269 (68.)   |
| 16                                                              | Zhou Guanyu      | Alfa Romeo-Ferrari           | 69     | 2      | + 1 Runde   | 05    | 1:23,743 (12.)   |
| 17                                                              | Kevin Magnussen  | Haas-Ferrari                 | 69     | 2      | + 1 Runde   | 19    | 1:23,864 (54.)   |
| 18                                                              | Logan Sargeant   | Williams-Mercedes            | 67     | 2      | DNF         | 20    | 1:23,496 (36.)   |
| –                                                               | Esteban Ocon     | Alpine-Renault               | 0      | 0      | DNF         | 12    | –                |
| –                                                               | Pierre Gasly     | Alpine-Renault               | 0      | 0      | DNF         | 16    | –                |
| Fahrer des Tages: Sergio Pérez (20,7 % der abgegebenen Stimmen) |                  |                              |        |        |             |       |                  |

Anmerkungen
1. ↑  Leclerc erhielt eine Fünf-Sekunden-Zeitstrafe für zu schnelles Fahren in der Boxengasse. Er rutschte dadurch vom sechsten auf den siebten Platz ab.

## WM-Stände nach dem Rennen
Die ersten zehn des Rennens bekamen 25, 18, 15, 12, 10, 8, 6, 4, 2 bzw. 1 Punkt(e). Zusätzlich wurde ein Punkt für die schnellste Rennrunde vergeben, wenn der betreffende Fahrer unter den ersten zehn ins Ziel kam.

### Fahrerwertung
| Pos. | Fahrer           | Konstrukteur                 | Punkte |
| ---- | ---------------- | ---------------------------- | ------ |
| 01   | Max Verstappen   | Red Bull Racing-Honda RBPT   | 281    |
| 02   | Sergio Pérez     | Red Bull Racing-Honda RBPT   | 171    |
| 03   | Fernando Alonso  | Aston Martin Aramco-Mercedes | 139    |
| 04   | Lewis Hamilton   | Mercedes                     | 133    |
| 05   | George Russell   | Mercedes                     | 90     |
| 06   | Carlos Sainz jr. | Ferrari                      | 87     |
| 07   | Charles Leclerc  | Ferrari                      | 80     |
| 08   | Lando Norris     | McLaren-Mercedes             | 60     |
| 09   | Lance Stroll     | Aston Martin Aramco-Mercedes | 45     |
| 10   | Esteban Ocon     | Alpine-Renault               | 31     |
| 11   | Oscar Piastri    | McLaren-Mercedes             | 27     |

| Pos. | Fahrer           | Konstrukteur          | Punkte |
| ---- | ---------------- | --------------------- | ------ |
| 12   | Pierre Gasly     | Alpine-Renault        | 16     |
| 13   | Alexander Albon  | Williams-Mercedes     | 11     |
| 14   | Nico Hülkenberg  | Haas-Ferrari          | 9      |
| 15   | Valtteri Bottas  | Alfa Romeo-Ferrari    | 5      |
| 16   | Zhou Guanyu      | Alfa Romeo-Ferrari    | 4      |
| 17   | Yuki Tsunoda     | AlphaTauri-Honda RBPT | 2      |
| 18   | Kevin Magnussen  | Haas-Ferrari          | 2      |
| 19   | Logan Sargeant   | Williams-Mercedes     | 0      |
| 20   | Nyck de Vries    | AlphaTauri-Honda RBPT | 0      |
| 21   | Daniel Ricciardo | AlphaTauri-Honda RBPT | 0      |

### Konstrukteurswertung
| Pos. | Konstrukteur                 | Punkte |
| ---- | ---------------------------- | ------ |
| 01   | Red Bull Racing-Honda RBPT   | 452    |
| 02   | Mercedes                     | 223    |
| 03   | Aston Martin Aramco-Mercedes | 184    |
| 04   | Ferrari                      | 167    |
| 05   | McLaren-Mercedes             | 87     |

| Pos. | Konstrukteur          | Punkte |
| ---- | --------------------- | ------ |
| 06   | Alpine-Renault        | 47     |
| 07   | Williams-Mercedes     | 11     |
| 08   | Haas-Ferrari          | 11     |
| 09   | Alfa Romeo-Ferrari    | 9      |
| 10   | AlphaTauri-Honda RBPT | 2      |